# Insulodrilus litoralis
Insulodrilus litoralis är en ringmaskart som först beskrevs av Wilhelm Michaelsen 1924.  Insulodrilus litoralis ingår i släktet Insulodrilus och familjen Phreodrilidae.
Artens utbredningsområde är havet kring Nya Zeeland. Inga underarter finns listade i Catalogue of Life.